# Рябушкин, Юрий Васильевич
Юрий Васильевич Рябушкин (1917—1996) — конструктор космической и авиационной фотоаппаратуры специального назначения, лауреат Государственной премии СССР (1967) и Ленинской премии (1979).
Окончил МММИ им. Баумана (1940).
Во время войны работал на оборонных предприятиях.
С 1945 года — в конструкторском бюро, конструктор направления — заместитель начальника КБ завода. Занимался разработкой и изготовлением фотоаппаратуры для аэросъемки.
В начале 1960-х годов возглавил группу по созданию первых фотоаппаратов для космических систем разведки и наблюдения.
В 1967—1979 гг. зам. начальника Конструкторского бюро Красногорского оптико-механического завода.
Руководил разработкой фотоаппаратуры для космических аппаратов, принимал участие в их испытаниях на полигонах Байконур и Плесецк. Разработал теоретические основы, принципы и схемы построения более 40 кадровых, щелевых и панорамных фотоаппаратов.
Кандидат технических наук.
Заслуженный изобретатель РСФСР. Лауреат Государственной премии СССР (1967) и Ленинской премии (1979).